# St. Petrus (Kemberg)

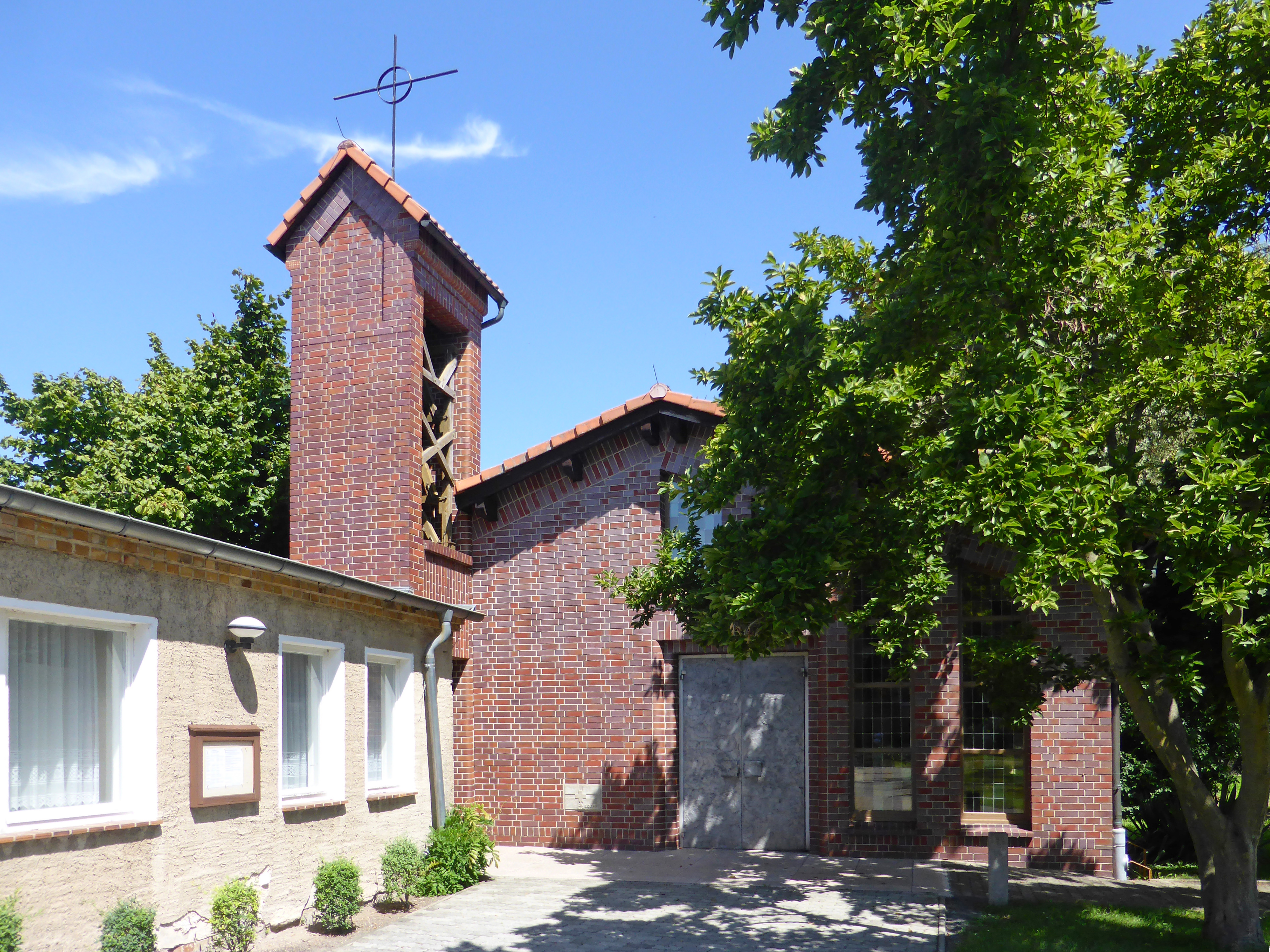
St.-Petrus-Kirche

Die St.-Petrus-Kirche ist die römisch-katholische Kirche in Kemberg, einer Kleinstadt im Landkreis Wittenberg in Sachsen-Anhalt. Die nach dem heiligen Apostel Simon Petrus benannte Kirche gehört zur Pfarrei St. Marien mit Sitz in der Lutherstadt Wittenberg im Bistum Magdeburg.

## Geschichte
Durch die 1522 in Kemberg eingeführte Reformation wurden die Bevölkerung und die Kirche von Kemberg lutherisch.
Im Zweiten Weltkrieg gelangten ab Spätsommer 1944 vor dem Vorrücken der Alliierten evakuierte Katholiken aus den Bistümern Aachen und Münster nach Kemberg und in die umliegenden Ortschaften, sie gehörten zunächst zur Pfarrei Wittenberg. Geistliche der Pfarrei Wittenberg hielten nun Gottesdienste in der Friedhofskapelle von Kemberg.
Erster eigener Seelsorger für Kemberg wurde Pfarrer Ferdinand Weber (1915–2011). Der 1939 im Bistum Jassy zum Priester geweihte Weber gelangte 1945 im Zuge der Flucht Deutscher aus Mittel- und Osteuropa mit einem Flüchtlingstreck seiner Kirchengemeinde aus Stavenstein im Landkreis Kalisch (Reichsgau Wartheland) in das Gebiet südlich von Wittenberg.
Am 16. Februar 1945 kam Weber nach Pratau, er übernahm nun als Vikar der Pfarrei Wittenberg die Seelsorge im Raum Kemberg. Am 12. März 1945 wurde Pfarrer Ferdinand Weber offiziell zum Seelsorger für Kemberg ernannt, womit in Kemberg eine katholische Gemeinde begründet wurde. Dies war die letzte Neugründung einer katholischen Gemeinde im Gebiet des heutigen Bistums Magdeburg vor dem Ende des Zweiten Weltkriegs. Weber wohnte zunächst weiter in Pratau, von wo er mit dem Fahrrad zu seinem Dienst nach Kemberg fuhr, und zog noch 1945 nach Lubast um. Erst im Mai 1947 berkam er eine Wohnung in Kemberg. Am 1. November 1947 wurde die Kuratie Kemberg errichtet. Ihr erster Kuratus wurde Pfarrer Weber, der bis 1954 in Kemberg tätig blieb.
1949 erfolgte in der Wohnung des Kuratus die Einrichtung einer Notkapelle, größere Gottesdienste fanden in der evangelischen Kirche von Kemberg statt. Ab 1955 wurde ein Raum, der über einer Garage lag, als Notkapelle genutzt.

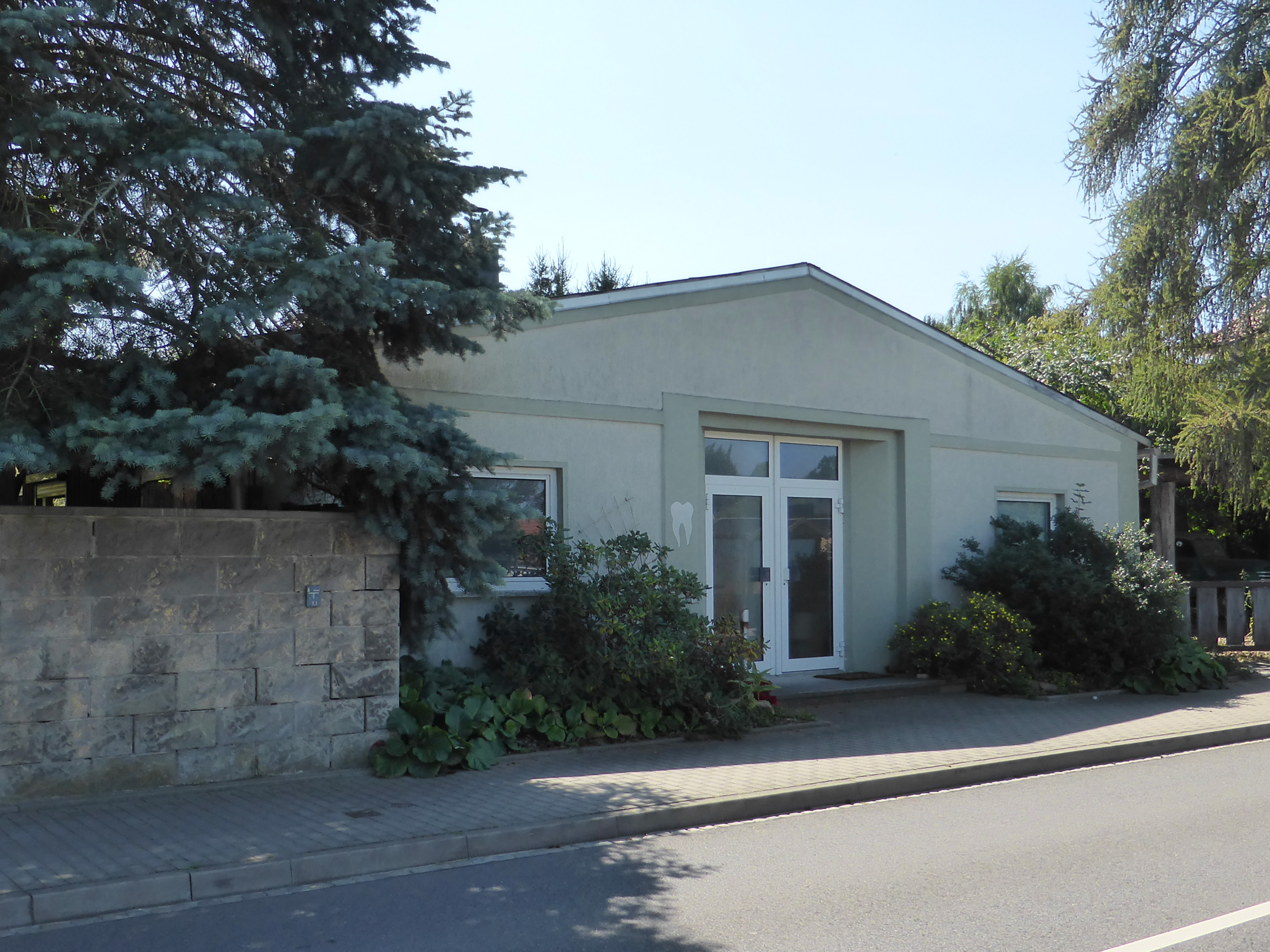
Ehemalige Vorgängerkirche von 1961 (Bild von 2024)

Später wurde ein ehemaliger Schuppen eines Bauunternehmens, der gegenüber dem Schützenplatz stand, angemietet und nach Plänen des ortsansässigen Architekten Artur Becker zu einer Kirche umgebaut, die bereits das Patrozinium des heiligen Petrus trug und am 27. August 1961 geweiht wurde.

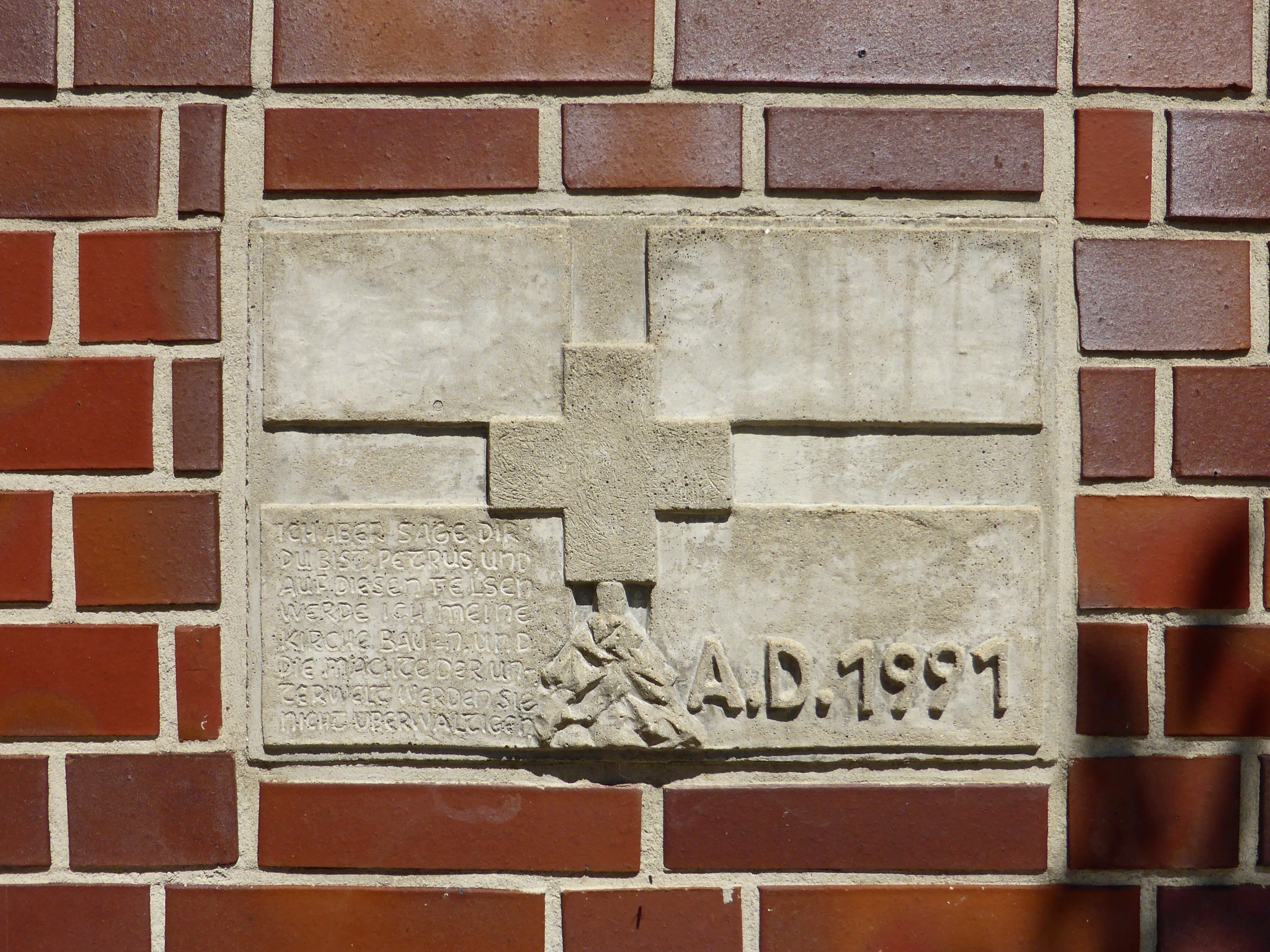
Grundstein von 1991

Dieses Gebäude wurde der Kirchengemeinde nach der Wende wegen Eigenbedarf wieder gekündigt und zu einer Zahnarztpraxis umgebaut. Daraufhin erfolgte 1991 auf dem Grundstück des Kemberger Pfarrhauses die Grundsteinlegung für die heutige Kirche, die im April 1992 durch Weihbischof Leo Nowak geweiht wurde. Damals war Georg Fritsch Seelsorger von Kemberg.
Am 8. Juli 1994 wurde das Bistum Magdeburg gegründet, und die Zugehörigkeit Kembergs wechselte vom Erzbistum Paderborn zum Bistum Magdeburg.
Zum 15. Dezember 2007 wurde der Gemeindeverbund Lutherstadt Wittenberg – Lutherstadt Wittenberg-Piesteritz – Zahna – Annaburg – Kemberg – Elster errichtet. Damals gehörten zur Pfarrvikarie Kemberg rund 290 Katholiken. Eine Neugliederung der Dekanate fand im Bistum Magdeburg am 1. Januar 2009 statt. Kemberg wechselte vom Dekanat Wittenberg, das damals aufgelöst worden war, zum neugegründeten Dekanat Dessau, wo Kemberg bis zur Auflösung der Dekanatsstrukturen am 31. August 2023 blieb.
Infolge der Strukturreform des Bistums bilden seit dem 2. Mai 2010 die Pfarrgemeinden in Annaburg, Jessen, Bad Schmiedeberg, Elster, Kemberg, Piesteritz, Wittenberg und Zahna die gemeinsame Pfarrei St. Marien, Wittenberg, deren zentrale Pfarrkirche die Unbefleckte-Empfängnis-Kirche ist. Die Pfarrvikarie Kemberg wurde in diesem Zusammenhang aufgelöst.

## Lage, Architektur und Ausstattung

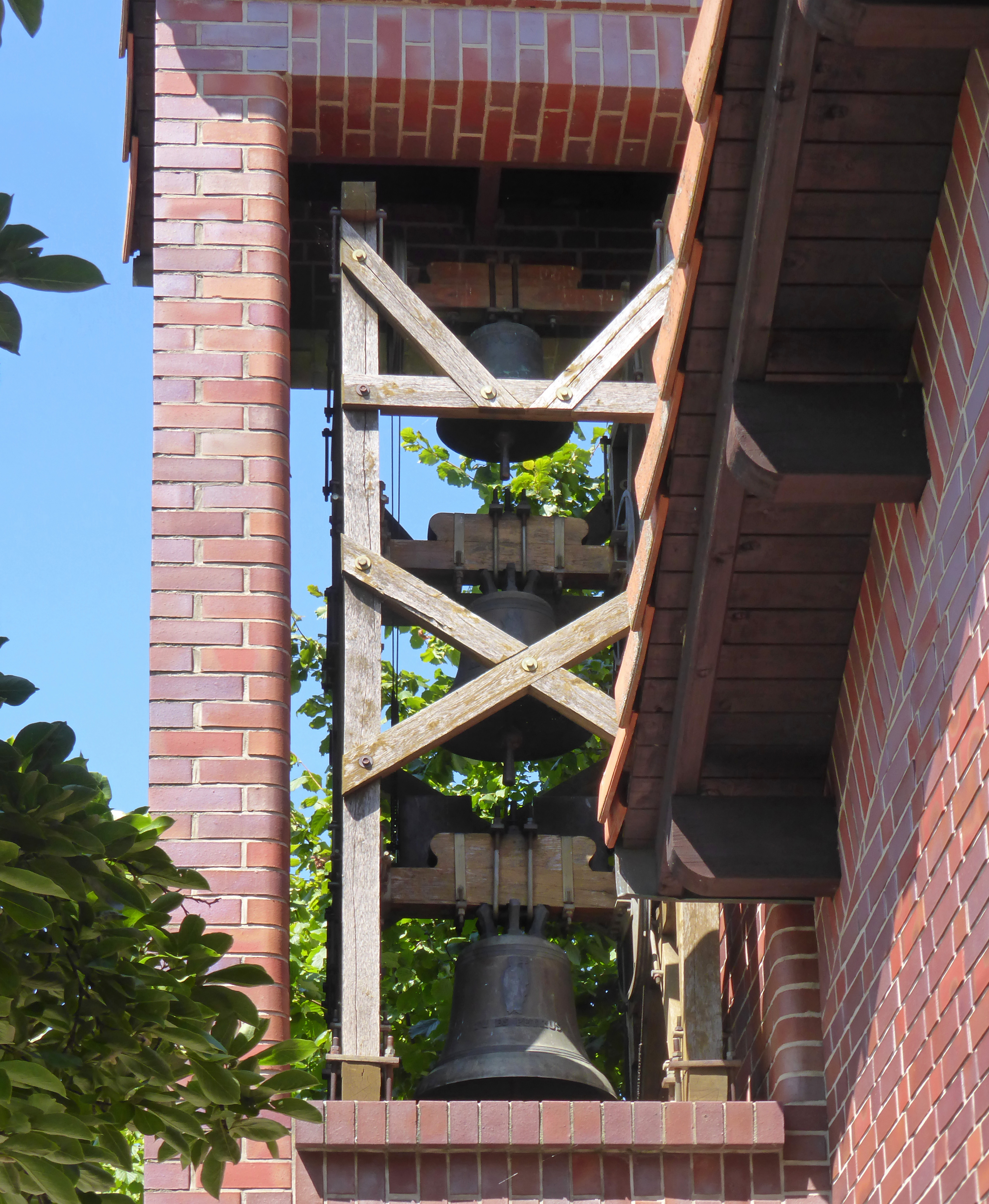
Geläut

Die Kirche steht im Südosten von Kemberg, rund 300 Meter von der Bundesstraße 2 entfernt. Das auf dem Grundstück Schmiedeberger Straße 31 stehende Gotteshaus entstand nach Entwürfen des ortsansässigen Architekten Artur Becker und ist auch vom Wiesenweg aus erreichbar. In seinem Glockenturm hängen drei Glocken; die größte Glocke ist nach dem heiligen Petrus, dem Schutzpatron der Kirche, benannt. Der Kirchenmusik dient eine elektronische Orgel.
Zum Hochfest Allerheiligen am 1. November 2023 weihte Bischof Gerhard Feige einen neuen Altar, der die Altarplatte aus der aufgegebenen Kapelle in Elster enthält; zugleich wurden Ambo und Tabernakelstele gesegnet.